# Максимовка (Сосновский район)
Максимовка — упразднённая деревня в Сосновском районе Тамбовской области России. Входил в состав Зелёновского сельсовета.

## География
Расположен в пределах Окско-Донской равнины, в западной части района, на реке Польной Воронеж.
Климат
Максимовка находится, как и весь район, в умеренном климатическом поясе, и входит в состав континентальной климатической области Восточно-Европейской равнины. В среднем в год выпадает от 350 до 450 мм осадков. Весной, летом и осенью преобладают западные и южные ветра, зимой — северные и северо-восточные. Средняя скорость ветра 4-5 м/с.

## История
Первая фиксация деревни — на топографической карте Козловского уезда 1787 года.
На карте генерального межевания 1790 года отмечена как «д. Максимовка Подгорная тож». Деревня имела ещё одно название — Каньшино.
В документах ревизской сказки 1816 года по Козловскому уезду упоминается под названием: «Сельцо Максимовка, что была деревней Максимовская».
Во время коллективизации в деревне образовали колхоз «Красный луч». Позднее Максимовка вошла в состав колхоза «Коминтерн» (центр — посёлок Новая Павловка).
Упразднена между 1971 и 1982 годами, судя по упоминанию деревни среди избирательных участков по выборам в Верховный Совет РСФСР.
На карте 1985 года обозначена как нежилая
На современной карте не обозначена.

## Население
В 1914 году проживало 130 человек (мужчин — 64, женщин — 66), в 1926 году в 28 хозяйствах жили 196 человек (мужчин — 99, женщин — 97), по спискам сельскохозяйственного налога на 1928-29 гг. насчитано 30 хозяйств с населением 210 человек.

## Инфраструктура
Было развито личное и коллективное хозяйство.

## Транспорт
Просёлочные дороги.